# Dialèctica de frustració
La dialèctica de la frustració és un concepte utilitzat en psicoanàlisi en el marc del Complex d'Èdip, que defineix la relació entre mare i fill davant la manca de l'objecte de desig.
En el primer temps del complex edípic freudià es diu que el nen es troba en l'ordre real. Se’n diu ordre del real a la posició davant tot allò que encara el llenguatge no ha definit. Allò real és tot allò que és, sense ser descrit. Un cop descrit a través de la paraula allò real es converteix en realitat, subjectiva i amb significat per al subjecte.
En l'ordre del real es dona el triangle imaginari, segons Lacan, en el que es troba la triada nen, mare i fal·lus o objecte de desig. Aquest triangle es retroalimenta en una relació de necessitat i satisfacció on la mare cobreix de manera immediata les necessitats del nen convertint aquestes en satisfaccions. Aquesta atenció de la mare sobre les necessitats del fill amb què s'identifica, disposa el nen com a objecte simbòlic de la mare. Es podria dir que el nen satisfà les necessitats de la mare, ja que és en ella on s'obren les necessitats de gana, set, calor, etc. del nen. Així l'objecte satisfaria una mancança de la mare: el fal·lus.
Tot i que el nen està immers en el món del llenguatge, fa la seva primera aproximació a aquest camp a través del que Lacan anomena la dialèctica de la frustració. Què vol el fill que no pot aconseguir de manera tan immediata per cobrir una necessitat? El pit matern. Així doncs, aquesta dialèctica s'esdevé entre mare i fill quan el nen, a través del registre de crida, no cobreix una necessitat que tampoc pot cobrir autònomament i de la qual depèn totalment de la mare. Quan busca el pit de la mare no sempre hi és, de manera que aquesta falta de l'objecte real converteix la mare en agent de frustració i, conseqüentment, la seva relació en una dialèctica de frustració. Que el nen tingui la necessitat del pit matern ara depèn de la decisió de la mare que aquesta sigui coberta i en la seva absència, apareix la frustració.